# 羅伊謝
51°39′14″N 31°15′49″E / 51.65389°N 31.26361°E
羅伊謝（烏克蘭語：Роїще）是位於烏克蘭北部切爾尼希夫州裏切爾尼希夫區的村莊，始建於1625年，面積5.8平方公里，海拔高度132米，2024年人口1,002。